# Брюгген (Германия)
Брюгген (нем. Brüggen) — община в Германии, в земле Северный Рейн-Вестфалия.
Подчиняется административному округу Дюссельдорф. Входит в состав района Фирзен. Население составляет 15 871 человек (на 31 декабря 2010 года). Занимает площадь 61,25 км².
Коммуна подразделяется на 3 сельских округа.
По территории Брюггена протекает река Швальм.

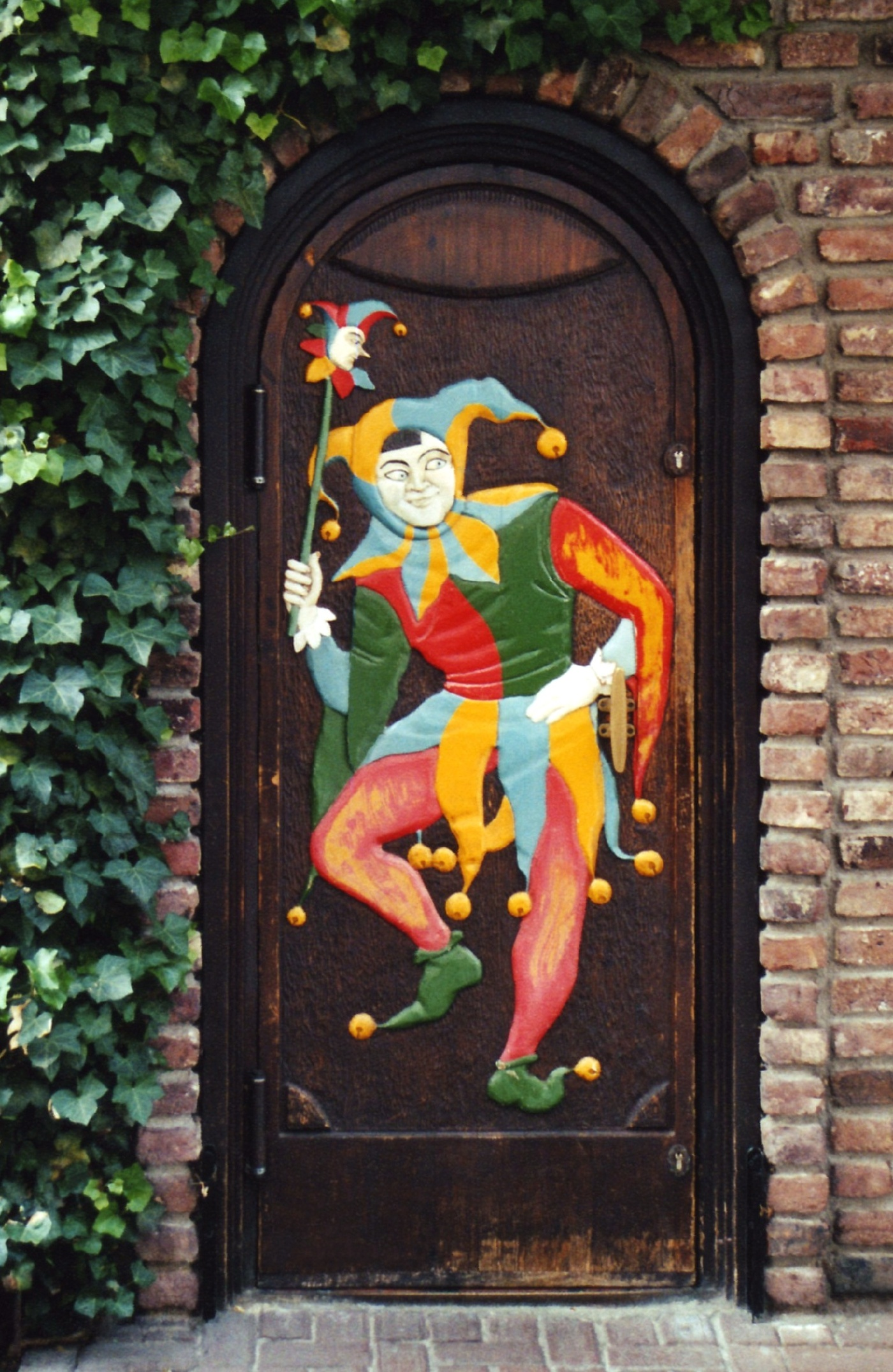
Брюгген

## Достопримечательности
- Замок Брюгген